# 成岩作用
成岩作用（diagenesis）是指沉积物在埋藏后，固结为坚硬岩石，受到变质、风化作用前的各种物理、化学、生物的变化。其中沉积物变为沉积岩的变化，是狭义的成岩作用。它也是岩石循環的一個過程。
沉积后，沉积物连续埋藏，被溶解物中的矿物胶结。沉积物的颗粒，岩石碎片、化石可在成岩时被其它矿物交代。在成岩时孔隙度常会减小，除矿物溶解、白云石化作用。研究岩石的成岩作用常用于了解它们的构造史，及通过它们的流体的性质和类型。从商业角度，这些研究可帮助评估发现各种经济上可行的矿藏的可能性以及石油资源。
成岩作用过程同样在骨头的分解中有重要作用。

## 阶段

### 成岩
沉积物被新的薄层沉积物掩盖，与原沉积环境隔绝。引起成岩的一个重要因素是厌氧细菌，导致介质的pH值急剧增大，Eh值降低。如莓状（球状）黄铁矿就是这一时期形成的有代表性的矿物。
成岩作用中，低温反应常放热，伴有络合物形成。有利于有机质转化为石油、某些元素的迁移、富集、沉淀。在富含细菌的还原条件下，许多较大分子被破坏，植物分解，只保存稳定的木质部分。
成岩持续时间、深度，取决于沉积物成分、结构、有机组分、堆积速率、水深等。下界相当于细菌作用消失的深度，厚约1～100米。成岩发生在埋藏不深的地带、无垂直贯通裂隙的沉积物中，主要是本层物质的迁移、重新分配组合，几乎没有外来物质参加。温度不高，压力不大。自生矿物颗粒不大，新生矿物或其集合体的分布受层理控制，可穿过层理，但不穿过层面。矿物常为碱性、还原条件下的产物。

### 后生
后生作用的发生，与较高的温度、压力、外来物质加入有关，强度常取决于大地构造。在构造变动剧烈的造山地带，由于最初地壳强烈下沉、上覆巨厚沉积的负荷、后来强烈构造力的叠加，岩石发生强烈变化，甚至变质。在构造变动较弱、埋藏不深地区，作用不明显。由于静水压、负荷压、构造应力等，沉积物中可出现大量的裂隙，有助于水溶液的流动。后生作用的介质常为碱性至弱碱性、弱还原条件。
后生阶段因温度、压力高，作用时间长，形成的新生矿物晶体粗大，由于外来物质的加入，新生的自生矿物性质常与本层物质无关，其分布不受原生构造（层理）的控制。既可穿过层理，也可穿过层面。最常见的是交代、重结晶、次生加大等。形成的自生矿物反映了后生期介质的pH、Eh特点，为比重大、分子体积较小的变种。如成岩早期形成的莓状黄铁矿，会转变成立方体黄铁矿等。

## 影响因素
- 物质的成分、性质涉及自由能、形成络合物的稳定常数等，可影响物质成分在溶液中是长期保持迁移，还是很快沉淀。岩性因素（孔隙度、渗透性），决定溶液迁移的快慢、远近。强烈坳陷快速堆积、埋藏的地槽区，沉积岩可受较长时间、强烈后生作用，成岩阶段可能较短，稳定的沉积缓慢的地台区，沉积岩（物）可表现出较明显的成岩变化。
- 水作用：后生变化几乎在水参加下进行。当溶液中的任何物质的活度系数减小，会加大克分子浓度、溶解度。盐类在水中要增大克分子浓度，减小活度系数值。因此，CaCO3在NaCl溶液中比在纯水中溶解更完全。盐水比纯水更有溶解力，有利于物质迁移。介质的Eh、pH条件对各种矿物（特别含变价元素、氢氧化物、氧化物的矿物）的稳定性影响较大。
- 温度：可影响矿物结晶的地球化学性质、综合剂的电离化、OH-的活度、矿物的溶解度、溶液的流动性。
- 压力：可影响矿物的溶解度，埋藏较浅时，一般只发生机械压实，埋藏较深时，可能出现化学压实。压力下，矿物的转化趋向为分子体积较小的变种。
- 生物活动（细菌）：可改变介质的Eh值、pH值，使沉积物发生变化。还可提供某些物质，如脱硫细菌的作用可分解出H2S，参与形成硫化物。腐殖质在溶解不溶性盐类释出金属离子、溶解矿物、硅酸盐，延迟金属的沉淀、对金属的螯合作用、阳离子的交换、表面吸收等方面，起很大作用。
- 气候：在潮湿气候带的海盆地，可发生海解、成岩、后生、表生成岩、变质作用。在干旱的大陆环境中，有机质的作用很弱，成岩、后生阶段划分不明显，由于高矿化度的上升水作用强烈，表生成岩作用显著（盐渍化、碳酸盐化等）。

## 作用方式
- 压实：上覆沉积物或是冰、土壤等不断加厚，负荷压力增加，松散沉积物变得致密，体积减小，水含量减小。化学压实伴有颗粒间、颗粒与水的反应、新生矿物形成。
- 水化：矿物与水结合为含水矿物，如硬石膏(CaSO4)转化为石膏(CaSO4·2H2O)。沉积盆地的沉积大都在水介质中进行，最初一般发生水化，随着埋藏深度加大，沉积物固结增强，逐渐发生脱水。
- 水解：矿物在水作用下发生分解。水起着盐基的作用，提供氢氧离子。大多数硅酸盐矿物可发生水解，这与水介质的pH值有关，矿物水解中可有金属阳离子的游离。
- 氧化、还原：大陆、海环境的沉积物表层常发生氧化，停滞的闭流盆地沉积物常发生还原。同生阶段，沉积常处于氧化、弱氧化环境（海解、陆解阶段），在成岩、后生期变为还原、弱还原环境。
- 离子交换、吸附：水中呈离解状态的H+、OH-与遭受变化的矿物中的离子发生交换。水电离产生的H+，能置换矿物中的碱金属离子。在成岩、后生阶段，粘土矿物、沸石类矿物等，可进行离子交换、吸附。容易被吸附的是H+、OH-，然后是Cu2+、Al3+、Zn2+、Mg2+、Ca2+、K+、Na+；S2-、Cl-、SO42-。当H+、OH-离子被吸附后，吸附剂带有自由电荷。如粘土矿物常与盐基离子结合带负电荷，因此能从海水、溶液中吸附许多稀有金属。某些矿物吸附一些离子、进行离子交换后，转变为另一矿物。
- 胶体陈化：胶体脱水、过渡为偏胶体，最后形成稳定的自生矿物，如蛋白石-玉髓-石英的变化。重结晶是后生中常见现象，压力增大（或伴有温度升高）下，体积缩小、矿物变为分子体积较小的变种。
- 交代：发生在已固化的沉积岩内，对已有矿物的一种化学替代，在化学上它是保持晶形不变情况下的沉淀转化作用，主要发生在后生期、表生成岩期。经交代后常造成某些矿物的假象。
- 结核：是在矿物岩石特征（成分、结构等）上与周围沉积物（岩）不同的、规模不大的包体，它可以产生在成岩的各个阶段，通常是化学、生物化学的产物。
- 自生矿物形成：成岩、后生期，形成与各期介质条件平衡的自生矿物。如成岩期的莓状黄铁矿、菱铁矿、白云石、鳞绿泥石；后生期的赤铁矿、板钛矿、次生沸石、次生碳酸盐、云母类、自生长石。
- 胶结：个别颗粒彼此联结，可通过粒间矿物质的沉淀、碎屑颗粒的溶解、沉淀、反应等方式完成。常用于表述颗粒岩石（如砂岩）。
- 固结、石化：松散的沉积物转变为坚硬岩石，粘土岩、各种生物化学岩。各种未固结的沉积物，转变为坚硬岩石。

## 生烃的成岩作用
当动物植物在沉积时被埋葬，有机分子的成分在温度和压力升高的过程中被毁坏。这种转换发生在埋藏的最初的几百米，结果是产生两种初级产物：干酪根和沥青。
通常被认为烃类是通过这些干酪根热量的改变形成的（油气生物成因学说）。在这种方式，给一个特定的条件（与温度特别相关），干酪根通过化学过程如裂化或后生作用会分解形成烃类。
一个基于实验数据的动力学模型能够知道成岩作用的实质的变化，以及一个压实孔隙方法的数学模型来研究溶解-析出原理。这些模型已经被广泛地研究了，已在实际地质中应用。
成岩作用基于烃类起源和煤起源可分为：早、中、晚期成岩作用。在早期成岩作用阶段泥岩失去孔隙水，形成少量或没形成烃类，煤变成褐煤和次烟煤。在中期成岩作用时，发生粘土矿物脱水，石油主要在这一期产生，并形成低挥发烟煤。在晚期成岩作用时有机质裂化，产生干气；发育贫煤。